# Peggy Hopkins Joyce
Peggy Hopkins Joyce, née Marguerite Upton, le 26 mai 1893 à Berkley (Virginie), aux États-Unis, est une célébrité américaine, des années 1920, connue pour sa beauté, sa vie flamboyante, ses nombreuses liaisons, notamment avec Charlie Chaplin et Walter Chrysler, ses cinquante fiançailles, ses six mariages avec des hommes riches, ses divorces, une série de scandales dans le domaine des affaires, sa collection de diamants et de fourrures et son mode de vie somptueux. Elle commence une carrière de Ziegfeld Girl puis devient actrice du cinéma muet et des premiers films sonores. Elle est également modèle et danseuse. Elle meurt à New York, le 12 juin 1957.

## Biographie
Marguerite Upton, est connue en tant que Peggy, surnom traditionnel pour Margaret ou Marguerite. Elle est la fille de Samuel Boushall Upton (1864 - 1928), un barbier et de Dora S Wood Hudson. Elle quitte la maison à l'âge de 15 ans avec un acteur, cycliste de vaudeville. Alors qu'ils font route, en train, vers Denver, elle rencontre le millionnaire Everett Archer, Jr.

## Mariages
Peggy Hopkins Joyce se marie à six reprises et prétend avoir été fiancée environ cinquante fois.
Après sa séparation avec le cycliste, elle épouse Everett Archer en 1910. Celui-ci annule le mariage, au bout de six mois, quand il découvre que Peggy est mineure,. Joyce affirme plus tard avoir divorcé d'Archer parce que la vie d'une femme de millionnaire « n'était pas du tout ce que je pensais qu'elle serait et je me suis ennuyée à mort. ». Elle utilise l'argent que lui laisse Archer, pour poursuivre ses études à l'école privée pour les filles Chevy Chase à Washington DC où elle rencontre Sherburne Philbrick Hopkins, Jr., avocat et fils d'un éminent avocat. Ils se marient le 1er septembre 1913, alors qu'elle n'a que 20 ans. Joyce quitte Hopkins en 1917, pour poursuivre une carrière dans le spectacle à New York. Elle intègre les Ziegfeld Follies et rencontre J. Stanley Joyce qui finance son divorce avec Hopkins, divorce prononcé le 21 janvier 1920. Ils se marient le 23 janvier 1920 : lors de la nuit de noces, Peggy s'enferme dans la salle de bain de la chambre d'hôtel et refuse d'en sortir tant que J. Stanley ne lui signe pas un chèque de 500 000 $. Dans l'année, elle quitte Stanley Joyce pour le playboy multimillionnaire, parisien et propriétaire de journaux, Henri Letellier. Elle engage la procédure de divorce avec J. Stanley Joyce et lui réclame 10 000 $, par mois, de pension alimentaire et 100 000 $ de frais d'honoraires d'avocat. J. Stanley Joyce la poursuit également en justice, prétendant qu'elle ne l'avait épousé que pour lui soutirer de l'argent. Il accuse également Peggy d'avoir eu de nombreuses relations adultères, d'être une bigame du fait que Stanley Joyce ait affirmé que Peggy n'avait pas encore divorcé de son premier mari avant son deuxième mariage, ce qui rendrait leur union invalide. Il l'accuse d'avoir conduit un lieutenant de l'armée américaine au suicide. Selon l'avocat de J. Stanley Joyce l'homme s'est suicidé dans un bain turc après leur rupture.
Pendant le divorce, très médiatisé, des témoignages révèlent que J. Stanley avait donné à Peggy Joyce, durant leur mariage pour 1,4 million de dollars de bijoux, une maison d'une valeur de 300 000 dollars, à Miami, des fourrures, des voitures et autres biens. Peggy Hopkins Joyce se voit accorder 600 000 $ dans le règlement du divorce. Elle est également autorisée à garder tous ses bijoux et se voit accorder des parts dans la compagnie de bois de J. Stanley Joyce ainsi qu'une rente de 1 500 $ par mois à vie. Elle déclare alors que la prochaine fois, elle épousera un homme pauvre.
Les médias racontent plus tard que Joyce avait fui avec Henri Letellier, mais les deux ne se marieront jamais. Elle a ensuite déclaré qu'elle ne l'épousait pas parce que « les Français comprennent trop bien les femmes. Une femme ne devrait jamais épouser un homme qui les comprend ». Après son troisième divorce, Peggy déclare qu'elle ne se mariera plus jamais. Elle reste célibataire durant les années suivantes mais a de nombreuses relations avec des hommes tels William Averell Harriman, le prince de Grèce et de Danemark Christophe de Grèce, Hiram Bloomingdale, fils de Lyman G. Bloomingdale (en), le Maharaja Sayajirao Gaekwad III (en), Charlie Chaplin, dont le film L'Opinion publique, repose sur des histoires que Peggy lui a racontées de ses précédents mariages et le producteur Irving Thalberg,.
Malgré sa déclaration de ne jamais se remarier, Perry Hopins Joyce épouse, le 3 juin 1924, le comte suédois Gosta Morner. Elle déclare à la presse que « tous mes autres mariages ne signifiaient rien. C'est la première fois que je suis vraiment amoureux ». Le comte Morner déclare aux journalistes que Joyce renoncerait à sa carrière pour être sa femme. À la fin de juillet 1924, Peggy décide de reprendre sa carrière et quitte le comte Morner. Ils divorcent en février 1926. Elle reste célibataire durant les années suivantes, mais continue à fréquenter des hommes riches. Au début des années 1930, elle entame une relation avec Walter Chrysler qui est alors déjà marié.
Âgée de 52 ans, Peggy se marie, le 3 décembre 1945, pour la cinquième fois. Elle épouse Anthony Easton un ingénieur, de 38 ans, américain, d'origine britannique, récemment divorcé. Il a été enseignant au California Institute of Technology. Lors de la cérémonie, Peggy demande au juge que ne soit pas prononcé le verbe obéir dans les vœux de mariage. Passé six mois, le mariage prend fin et Anthony retourne vivre avec sa mère en Californie.
En 1953, Joyce se marie pour la sixième et dernière fois avec Andrew Clifford Meyer, un caissier de banque, retraité, qu'elle avait rencontré dans une banque où elle était cliente. Ils se connaissent depuis 1951, rendent publique leur union en 1956 et restent mariés jusqu'à la mort de Peggy, en 1957.

## Filmographie
La filmographie de Peggy Hopkins Joyce, comprend les films suivants  :
- 1933 : International House
- 1926 : The Skyrocket (en)
- 1918 : Hick Manhattan
- 1918 : The Woman and the Law
- 1918 : The Bride
- 1916 : Dimples
- 1916 : The Turmoil (en) (non créditée)
- 1950 : The Golden Twenties (Documentaire)

## Rôles à Broadway
Peggy Hopkins Joyce a joué dans les spectacles suivants, à Broadway :
- 1928 : The Lady of the Orchids (Henry Miller's Theatre (en))[11]
- 1923 : Earl Carroll's Vanities (Earl Carroll Theatre (en))[12]
- 1919 : A Sleepless Night (Bijou Theatre)[13]
- 1918-1919 : A Place in the Sun (Comedy Theatre)[14].
- 1917-1918 : Miss 1917 (en) (Century Theatre (en))[15].
- 1917 : Ziegfeld Follies de 1917 (New Amsterdam Theatre)[16].

## Fin de vie et décès
Après avoir épousé son sixième mari, en 1953, elle déménage à Woodbury, dans le Connecticut, où elle vit ses dernières années. Le 1er juin 1957, elle est admise au Memorial Sloan-Kettering Cancer Center à New York après que lui soit diagnostiqué un cancer de la gorge. Elle y meurt le 12 juin 1957, à l'âge 64 ans.
Elle est enterrée au Gate of Heaven Cemetery (en) à Hawthorne (New York),.

## Galerie

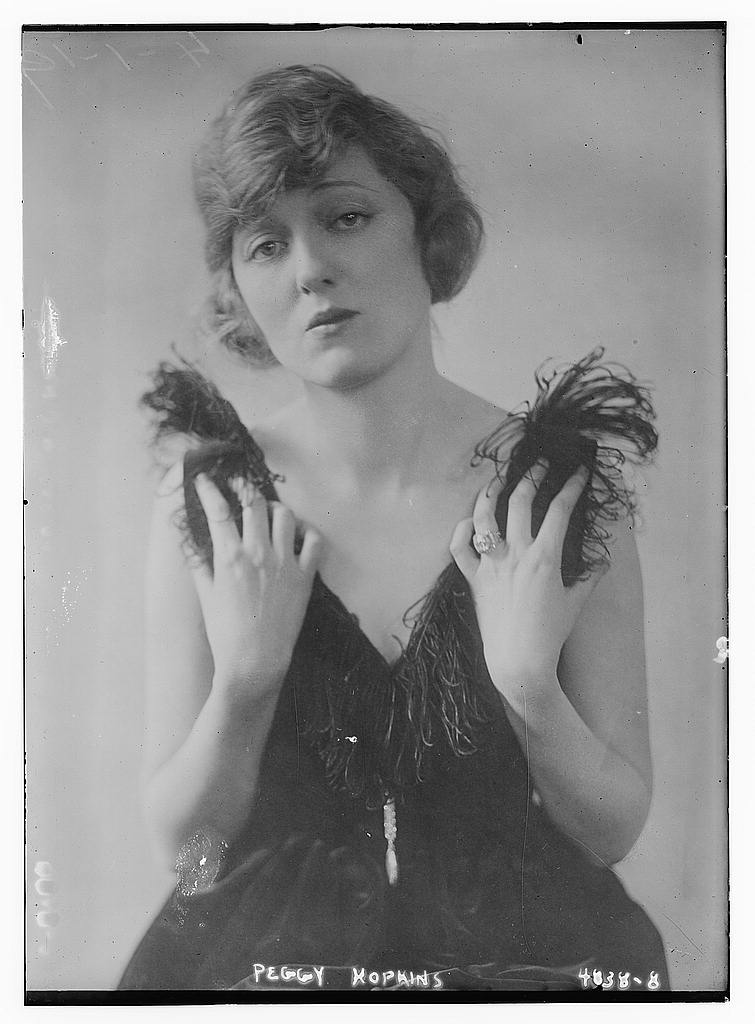
1919
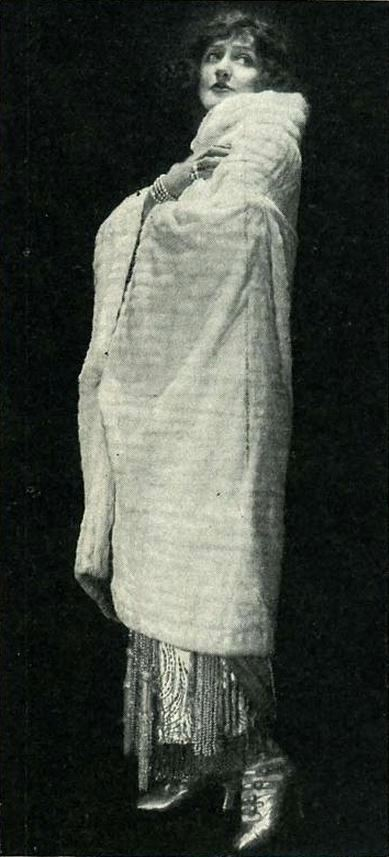
Juin 1921
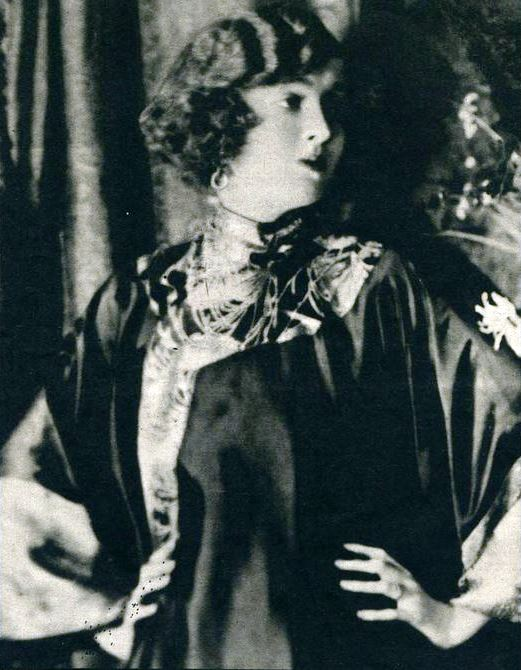
Décembre 1922
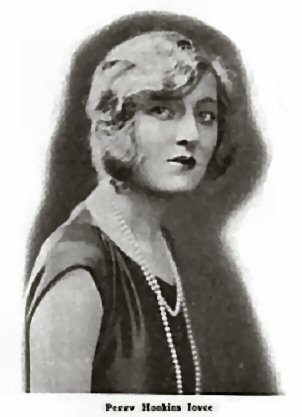
Vers 1922
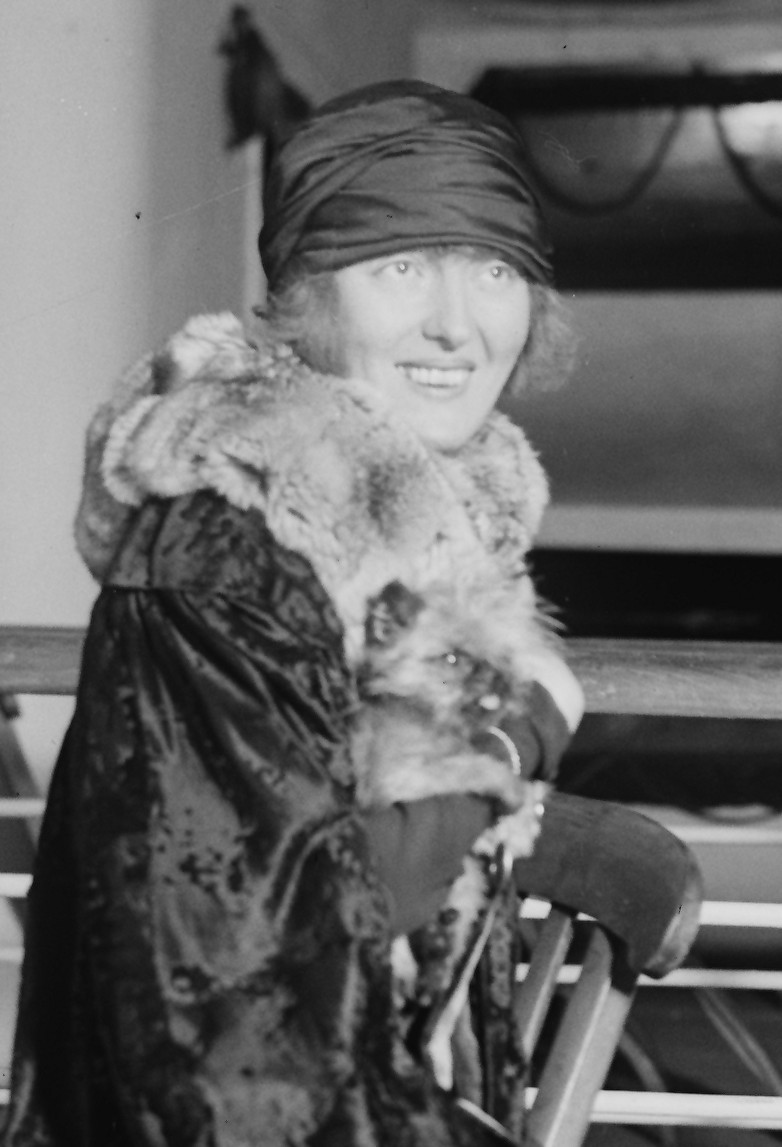
1925